# Sichelhuhn
Das Sichelhuhn (Falcipennis falcipennis) ist ein ostasiatischer Vertreter der Raufußhühner (Tetraoninae) innerhalb der Familie der Fasanenartigen (Phasianidae). Der etwas über haselhuhngroße Hühnervogel kommt vor allem in der Taiga der unteren Amur-Region und auf Sachalin vor. Namengebend sind die spitz zulaufenden Handschwingen, die den kleinen Flügeln eine sichelförmige Gestalt geben. Es wird vermutet, dass die Bestände der Art in den letzten 40 Jahren abgenommen haben; deshalb wird das Sichelhuhn zurzeit in der Vorwarnstufe der gefährdeten Arten geführt.

## Aussehen

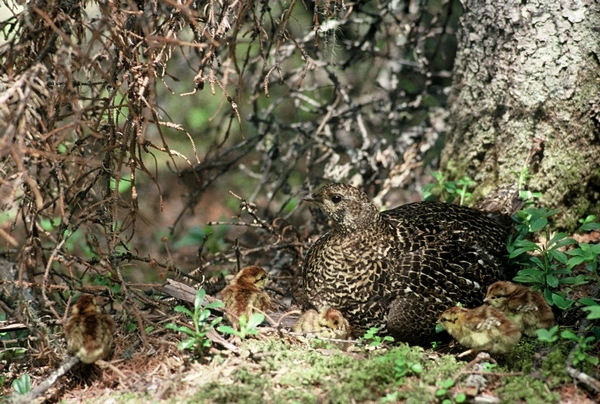
Ältere Henne mit etwa 30 Stunden alten Küken (Foto: Franz Hafner)

Grundfärbung der Hähne ist ein dunkles Grauschwarz. Kopf und Kragen sind meist dunkler, das Kragengefieder ist mit einem feinen hellen Streifen vom übrigen Rumpfgefieder abgesetzt. Über den gesamten Rumpf sind helle, fast weiße Flecken unregelmäßig angeordnet; auf der Bauchseite zeigen sie eine typische Herzform. Der Brustschild ist schwarz. Die Unterschwanzdecken tragen weiße Spitzen und sind undeutlich hellgrau gebändert. Die Schwanzfedern sind schwarz und weisen einen deutlichen weißen Schaftstrich auf. Die Spitzen der Steuerfedern sind weiß.
Der kurze Schnabel ist schiefergrau; von der Schnabelbasis verläuft ein weißer Streif bis hinter das Auge. Die dunklen Läufe sind bis zur Zehenbasis befiedert. Die roten kahlen Hautpartien über den Augen, die sogenannten „Rosen“, sind vor allem im Frühjahr sehr stark entwickelt; sie bilden sich im weiteren Verlauf des Jahres etwas zurück.
Hennen sind etwas kleiner und bis auf die Zeit vor dem Legebeginn auch etwas leichter als die Hähne. Sie sind auf rötlichbraunem oder schiefergrauem Grund meist dicht weiß gefleckt und in unterschiedlichen Braun-, Rotbraun- und Grautönen geschuppt. Die Weißfleckung ist bei den Weibchen großflächiger und ausgeprägter als bei den Männchen, verliert sich jedoch mit zunehmendem Alter, vor allem im Schulterbereich.
Im Jugendkleid sind Sichelhühner gesprenkelt rötlichbraun, auch gelbliche Farbtöne können dominieren. Die Kehle ist weißlich, der Schwanz braun. Die Körperseiten sind hell quergestreift. Junge Hennen sind an der Schulter deutlich weiß gefleckt. Die Halsfedern junger Hähne sind kürzer als die mehrjähriger.
Der Geschlechtsdimorphismus ist beim Sichelhuhn in Bezug auf die Gefiederfärbung sehr deutlich ausgeprägt; in Gewicht und Größe unterscheiden sich die Geschlechter jedoch nur wenig. Hähne und Hennen wiegen maximal bis zu 740 Gramm, erreichen dieses Höchstgewicht aber zu unterschiedlichen Zeiten: Die Hennen sind vor Legebeginn am schwersten, die Hähne im Herbst.
Bei guten Beobachtungsbedingungen ist das Sichelhuhn nicht zu verwechseln. Beim Auffliegen allerdings sind die im Verbreitungsgebiet häufigen Haselhennen nur schwer von Sichelhennen zu unterscheiden; die bedeutend größere Fluchtdistanz des Haselhuhns kann da als gute Bestimmungshilfe dienen.

### Bewegung
Sichelhühner fliegen selten auf, können aber auch weitere Strecken fliegend zurücklegen. Eine besenderte Henne flog beispielsweise 5 Kilometer am Stück. Bei Gefahr bleiben Sichelhühner lange regungslos sitzen und vertrauen auf ihre Tarnung. Bei der Annäherung von Bodenfeinden fliegen sie auf einen Baum; vor allem bei Annäherung von Menschen und Hunden ist die Fluchtdistanz sehr gering. Beim Aufflug ist meist ein deutliches Flügelburren vernehmbar. Auf Grund der geringen Flügeltragfläche ist die Flügelschlagfrequenz sehr hoch. Die Hähne vollführen während der Balz kurze Imponierläufe und Flattersprünge.

### Stimme
Sichelhühner sind außerhalb der Balzzeit eher schweigsam, Kontaktrufe, Aggressionslaute und Warnrufe sind jedoch situationsabhängig das ganze Jahr über zu hören. Der Balzruf des Hahnes ist ein bis 80 Meter weit tragendes und etwa drei Sekunden dauerndes Vuuuuuuuuuuuuuiiiiiiieeee, das gegen Ende deutlich ansteigt. Dieser Ruf beginnt mit einem Brummton und geht dann in eine vibrierende Lautfolge über. Unterbrochen wird dieser Gesang durch Klicklaute, die wie kllpp klingen, und bei denen unklar ist, ob sie vokal erzeugt werden oder durch Flügelschlagen entstehen. Daneben sind während der Balz Flügelburren und Schwanzrasseln zu hören. Weibchen, die zum Balzplatz kommen, locken leise; führende Weibchen verfügen über eine Reihe von Warnrufen; solche vor Flugfeinden veranlassen die Jungen sich zu ducken und regungslos zu verharren, solche vor Bodenfeinden lassen sie auffliegen.

## Verbreitung und Lebensraum

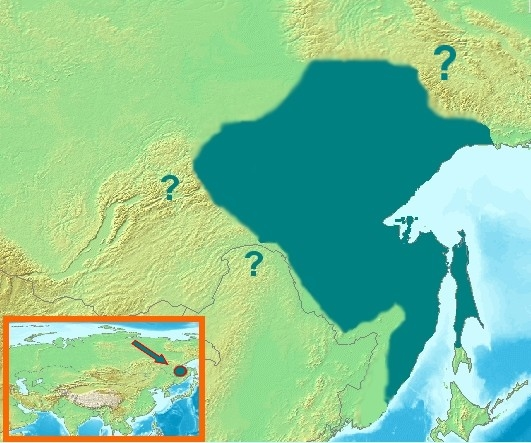
Verbreitungsgebiet des Sichelhuhns

Das Sichelhuhn ist in einem relativ kleinen Gebiet in Ostasien verbreitet. Schwerpunkte des Vorkommens liegen am Unterlauf des Amur. Von der Küste des Ochotskischen Meeres verläuft das Brutgebiet nordwärts etwa bis zur Mündung der Maja in den Aldan; im Aldanhochland ist das Sichelhuhn weit verbreitet, möglicherweise bestehen auch noch weiter nördlich Vorkommen. Die Westgrenzen sind weitgehend unbekannt; gesicherte Bestandsangaben liegen von den Süd- und Ostabdachungen des Stanowoigebirges vor. Die Südgrenze liegt am Mittellauf des Amur, weiter östlich in Küstennähe reicht das Verbreitungsgebiet bis in den südlichen Sichote-Alin. Das Sichelhuhn kommt auf der gesamten Insel Sachalin mit Ausnahme des südlichsten Fünftels vor. Gelegentlich wurde von Vorkommen nördlich und westlich des bekannten Verbreitungsgebietes berichtet; ob diese bestanden oder noch bestehen, ist nicht bekannt. Ob das Sichelhuhn noch im nördlichen Hinggan-Gebirge in China als Brutvogel vorkommt, lässt sich zurzeit ebenfalls nicht mit Sicherheit sagen.

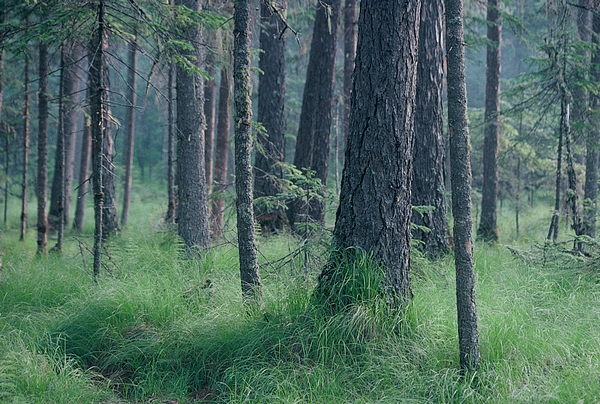
Lärchenwälder nahe einem Porst-Moor sind optimale Aufzuchtshabitate (Foto: Franz Hafner)

Im Verbreitungsgebiet kommt das Sichelhuhn in Nadelwäldern des ochotskischen Typs vor, scheint aber entgegen anderen Aussagen dichte Bereiche der Dunkelnadelwaldtaiga selbst eher zu meiden. Charakterbäume sind die Ajan-Fichte (Picea jezoensis), die Ostsibirische Tanne (Abies nephrolepis), die Dahurische Lärche (Larix gmelinii) und die Korea-Kiefer (Pinus koraiensis). Das Sichelhuhn bevorzugt kühle und feuchte, stark durch Wind- oder Schneebruch gestörte Waldabschnitte, sowie Sukzessionswaldflächen nach Waldbränden oder Borkenkäferkatastrophen. Wichtig für die Art sind dichter Unterwuchs und moosige oder mit Porst bewachsene Abschnitte. Während der Jungenaufzucht besiedelt das Sichelhuhn auch reinen Lärchenwald und in den Hochlagen Zirbelkieferbestände. Die Lebensräume variieren saisonal stark: Im Winter bevorzugt es lückigen Fichten-Tannenwald in seiner Zerfallsphase, wo Tiefschnee die Anlage von Schneehöhlen ermöglicht. Im Sommer sind Lärchenwälder an Bergrücken optimale Sichelhuhnhabitate. Besonders günstig scheinen Randzonen zu offenen Moorflächen beziehungsweise Waldgebiete entlang von Bächen oder Flüssen zu sein. Wichtige Nahrungspflanzen sind außer den Nadelbäumen Zwergsträucher wie Preiselbeere, Rauschbeere, Moltebeere und Krähenbeere. Nahrungssuchend können Sichelhühner auch in Waldabschnitten angetroffen werden, die von Birken und Espen dominiert werden. Das Sichelhuhn ist von den Tieflagen bis zur Baumgrenze, die im Brutgebiet zwischen 1400 und 1500 Metern liegt, verbreitet. Während der Sommermonate halten sich die Vögel bevorzugt in höhergelegenen Regionen auf und dringen dann auch in die Latschen- und Knieholzregionen oberhalb der Waldgrenze vor. Die Sommer- und Winterterritorien können identisch sein, aneinandergrenzen, aber auch einige Kilometer voneinander entfernt sein.
Über den Raumbedarf der Art liegen nur wenige Aussagen vor; Zahlen, die eine sehr dünne und lückige Besiedelung des Verbreitungsgebietes nahelegen, könnten mit der sehr heimlichen Lebensweise der Art zusammenhängen. Telemetrisch aus einigen Kernzonen des Verbreitungsgebietes gewonnene Daten geben etwa 6 bis 8 Individuen pro Quadratkilometer an. Die Hähne besetzen Balzterritorien, die durchschnittlich 5,5 Hektar umfassen und von denen nur die ungefähr 1 Hektar großen eigentlichen Balzareale verteidigt werden; besonders attraktive Balzplätze liegen auf Bergkuppen und kleinen Hügeln.

## Nahrung und Nahrungserwerb

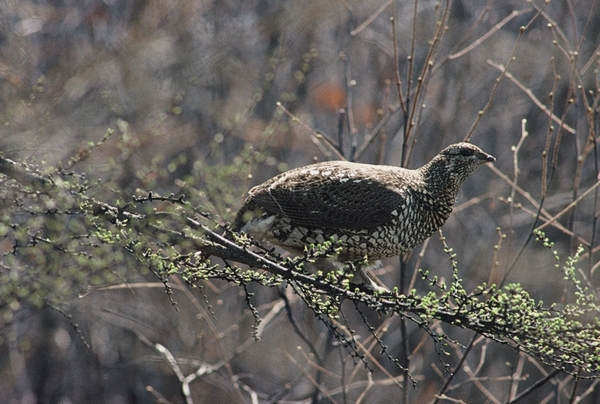
Sichelhenne. Junge Lärchennadeln bilden in der Eilegeperiode die Hauptnahrung (Foto: Franz Hafner)

Wie andere Raufußhühner auch ernähren sich Sichelhühner überwiegend von Nadeln, Blättern und Früchten einiger Zwergsträucher, Knospen und den Samenkapseln von Moosen. Für die Ernährung der Hennen spielen im Frühjahr Insekten, vor allem Ameisen, und andere Wirbellose eine wesentliche Rolle. Saisonal variiert die Nahrungszusammensetzung stark: Während der Monate mit Schneebedeckung, also von Anfang Oktober bis Ende April, ernähren sich Sichelhühner fast ausschließlich von Fichtennadeln. In dieser Zeit nehmen sie täglich ungefähr 150 Gramm frische Nadeln zu sich. Dieses Nahrungsangebot ist im Überfluss verfügbar, sodass Sichelhühner mit einer Aktivitätszeit von 4 bis 5 Stunden auskommen. Während der schneefreien Monate besteht die Nahrung vor allem aus Nadeln und Blüten der Dahurischen Lärche sowie aus Blättern und Beeren von Zwergsträuchern, insbesondere der Preiselbeere. Auch Knospen verschiedener Laubbäume und deren junge Blätter, Seggenblüten und die Beeren des Kanadischen Hartriegels werden in dieser Zeit verzehrt. Fichten- und Tannennadeln werden auch im Sommer regelmäßig verwertet, sind für die aufgenommene Gesamtenergiemenge aber unbedeutend. Animalische Nahrung wird bei Gelegenheit gefressen, bei Jungtieren scheint der Anteil an Gliederfüßern größer zu sein als bei adulten Vögeln. In den ersten Lebenswochen ernähren die Jungvögel sich ausschließlich von Insekten. Während der frostfreien Zeit werden große Mengen an Gastrolithen verschluckt.
Die Nadelnahrung wird meist von den unteren Ästen eines Baumes gewonnen; dabei werden die Zweigspitzen bevorzugt. Die Blätter und Beeren der Zwergsträucher werden gemächlich schreitend abgezupft.

## Verhalten

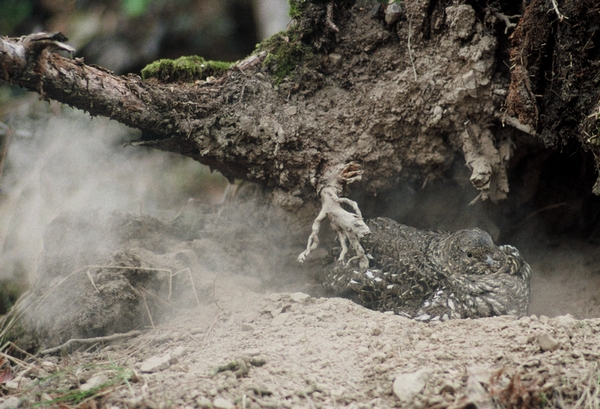
Sandbadende Sichelhenne. Geeignete trockene Stellen finden sich vor allem unter entwurzelten Bäumen (Foto: Franz Hafner)

Sichelhühner leben außerhalb der Balz und Brutzeit in kleinen, losen Gruppen von 3 bis 7 Tieren. Während der Brut- und Führungszeit meiden sie jedoch die Nähe von Artgenossen. Die Art wendet viel Zeit zur Gefiederpflege auf; vor allem Sandbaden ist ein wesentlicher Bestandteil der Gefiederhygiene. Bei Temperaturen über minus 20 Grad verbringen die Vögel die Nacht auf einem Baumast, meist nahe am Stamm. Bei tieferen Temperaturen schlafen sie in Schneehöhlen, in etwa 30 Zentimeter Tiefe. Gemeinsam mit ihrem amerikanischen Verwandten, dem Tannenhuhn, haben sie eine außerordentlich geringe Fluchtdistanz vor Menschen. Gelegentlich lassen sich Sichelhühner sogar greifen, oder auf einem niedrigen Ast mit einer Schlinge fangen. Allerdings ist ihre Tarnung so gut, dass ein regungslos verharrender Vogel nur schwer auszumachen ist. Fliegt ein Sichelhuhn doch auf, landet es meist schon nach wenigen Metern und verschwindet im dichten Unterwuchs. Auf Freiflächen, die Sichelhühner vor allem im Herbst aufsuchen, sind sie bedeutend wachsamer und entfernen sich vor Menschen bereits auf relativ große Entfernung.

## Brutbiologie
Das Fortpflanzungssystem der Sichelhühner ist noch nicht ausreichend erforscht. Es scheint Weibchen zu geben, die sich mehrere Jahre hindurch mit demselben Männchen paaren und auch die Küken im Revier des Männchens großziehen; andere Weibchen wandern nach der Paarung ab und brüten weit entfernt vom Balzplatz. Männchen paaren sich offenbar bei Gelegenheit mit mehreren Weibchen, oft bleiben sie aber auch erfolglos, wenn kein Weibchen erscheint. Den größten Paarungserfolg scheinen dreijährige Hähne zu haben. Bei ihnen sind auch die Rosen mit 6 Millimetern Höhe und die Hals- und Nackenfedern mit fast 50 Millimetern Länge am auffallendsten. Die meisten Hennen paaren sich mit territorialen Hähnen, gelegentlich finden aber auch Paarungen zwischen Hennen und nicht territorialen Junghähnen statt.

### Balz

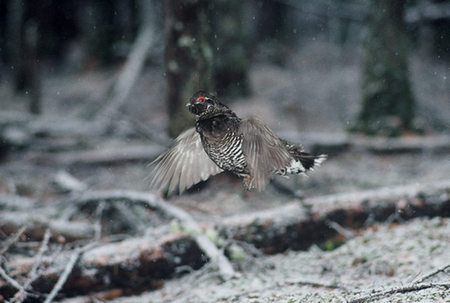
Balzender Hahn; Vorwärtssprung. (Foto: Franz Hafner)

Mit den ersten aperen Stellen ab Ende März lösen sich die Wintergruppen auf und die Hähne beziehen ihre Balzterritorien. Balzende Hähne sind zumindest zweijährig, vorjährige balzen nicht und werden in den Balzterritorien der älteren toleriert. Etwas später, gegen Mitte April, werden die Weibchen unverträglich und wandern dann in die Nähe der Balzplätze ab.
Die bevorzugten Balzplätze befinden sich in Stangenholzinseln mit nur wenig Unterholz; hier sind die Hähne einerseits vor Beutegreifern einigermaßen geschützt, zum anderen erlaubt der spärliche Bodenbewuchs eine gute Sichtbarkeit und einen hindernisfreien Ablauf des Balzrituals. Zu Beginn der Balz verlassen die Hähne mit lautem Flügelburren den Schlafplatz. Anschließend folgen Imponierflüge, wieder unter einem lauten Flügelschlaggeräusch. Diese Flüge gehen selten über mehr als 20 Meter; oft dient ein Baum als Zwischenstation. Die Gesangsstrophe wird an einem bestimmten, meist erhöhten Punkt innerhalb des Balzareals vorgetragen. Zu Beginn nimmt der Hahn die Imponierstellung ein, sträubt die Halsfedern und fächert mehrmals die Steuerfedern, was ein etwa 10 Meter hörbares Federrasseln erzeugt. Das Kopfgefieder ist jedoch eng angelegt, was dem Kopfbereich ein helmartiges Aussehen verleiht und die roten Überaugenwülste besonders betont. Dann beginnt unter Flügelzittern die ansteigende Strophe, die mit einem Klicklaut beendet wird. Darauf folgt ein Drehsprung um 180 Grad und ein Doppelklick. Beendet wird eine Einheit mit einem Vorwärtssprung. Bei den Sprüngen flattern die Hähne laut mit den Flügeln. Die Hauptbalzzeit liegt im Mai. Die Balz wird nur von kurzen Perioden der Nahrungsaufnahme unterbrochen; bei Schlechtwetter oder sehr niedrigen Temperaturen balzen die Hähne nicht. Wenn Hähne in Hörweite voneinander balzen, kommt es regelmäßig zu Konfrontationen, die aber meist ohne Berührungskämpfe enden.
Paarungsbereite Weibchen fliegen mit lautem, auffallendem Fluggeräusch in die Nähe des Balzplatzes, meist auf einen Baum. Wenn eines neben dem Hahn landet, kommt es sehr rasch danach zur etwa 4 bis 5 Sekunden dauernden Kopulation; danach entfernen sich die Weibchen, während das Männchen nach einer kleinen Pause weiterbalzt.

### Gelege und Brut

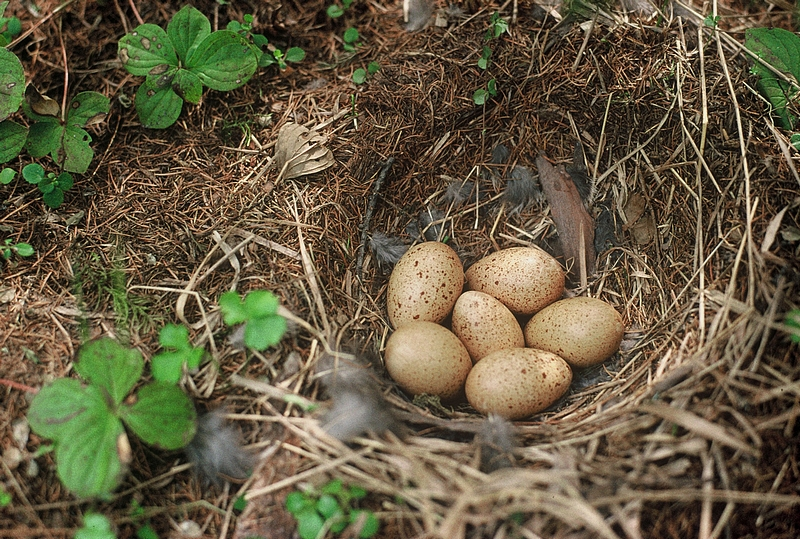
Die Gelege umfassen meist 5 bis 6 Eier (Foto: Franz Hafner)

Etwa 7 bis 12 Tage nach der Paarung besetzen die Hennen ein Brutrevier, das meist nur wenige 100 Meter vom Balzplatz entfernt ist, in Ausnahmefällen sich aber auch in einigen Kilometern Entfernung befinden kann. Die ersten Eier werden auf den nackten Boden gelegt, erst nach und nach entsteht eine Nestmulde, die mit Zweigen und Halmen ausgelegt wird. Die Nester können sich an unterschiedlichen Orten befinden, zum Beispiel im dichten Sumpfporstgestrüpp, in Strauchbirkenmooren oder im Unterwuchs eines Fichten-Tannenwaldes. Oft ist der Neststandort nach oben durch Zweige oder Büsche abgedeckt. Die Eiablage beginnt in der zweiten Maiwoche. Ein Vollgelege besteht aus 5 bis 7 spitzovalen Eiern mit einer durchschnittlichen Größe von 45 × 31 Millimetern, die eine hellbraune Grundfärbung aufweisen und leicht dunkel gesprenkelt sind.
Die Henne beginnt bereits vor dem letzten Ei fest zu brüten; die Brutdauer liegt bei etwa 24 Tagen. Während der Brutzeit verlässt die Henne zwei Mal am Tag das Nest zur Nahrungssuche. Nach frühem Gelegeverlust kommt es zu einem kleineren Nachgelege. Nach dem Schlüpfen werden die Jungen noch einige Stunden gehudert, danach aber vom Nest weggeführt. Die Jungen nehmen sofort selbstständig Nahrung auf; frisch geschlüpfte Küken werden alle 15 Minuten gehudert, mit zunehmendem Alter verlängern sich die Huderintervalle. Küken beginnen mit vier Tagen zu flattern und können bereits mit einer Woche auf die unteren Äste eines Baumes fliegen. Die Familie ist im ständigen akustischen Kontakt; verliert ein Junges den Anschluss, stößt es weittragende, an „Weinen“ erinnernde Laute aus. Die ersten fünf Lebenswochen verbringen Henne und Küken die Nächte auf dem Boden, später gemeinsam auf den unteren Ästen eines Nadelbaumes. In diesem Alter hat sich auch das erste Jugendfederkleid entwickelt. Die Jungen leben bis Anfang September mit der Henne zusammen, danach verlässt die Henne die Küken, die noch eine gewisse Zeit zusammen bleiben, bevor sie das Aufwuchsgebiet verlassen. Die Dismigration verläuft unterschiedlich. Einige wandern sofort in Entfernungen bis zu 15 Kilometern ab, andere bleiben in der Nähe ihres Aufzuchtgebietes und verlassen dieses erst im folgenden Frühjahr. Die Hähne beteiligen sich nicht an der Jungenaufzucht.

## Systematik
Die systematische Stellung des Sichelhuhns war lange Zeit unklar und es bildete zusammen mit dem Tannenhuhn die Gattung Falcipennis (Sichelhühner). Heute steht es alleine in der Gattung und das Tannenhuhn wird in die monotypische Gattung Canachites gestellt.
Zurzeit werden keine Unterarten des Sichelhuhns unterschieden. Kleine, nur spärlich weißgefleckte, auf Sachalin vorkommende Vögel wurden in älterer Literatur einer eigenen Unterart F. f. muratai zugerechnet, gelten heute jedoch als im gesamten Verbreitungsgebiet vorkommende Färbungsvarianten.

## Lebenserwartung und Gefährdung
Zur Lebenserwartung der Art liegen keine Angaben vor. Hafner u. a. beringten Vögel, deren Alter sie auf mindestens 6 bis 7 Jahre schätzten. Ein hoher Prozentsatz der Vögel übersteht jedoch nicht einmal das erste Lebensjahr. Das Sichelhuhn hat eine Reihe von natürlichen Feinden: Luchs, Braunbär, Wolf und Zobel, sowie Habicht, Sperber, Mäusebussard, Bartkauz und Habichtskauz leben im Brutgebiet. Im Winter ist vor allem der Zobel der Hauptfeind, da die meisten Greif- und Eulenvögel das Gebiet verlassen. Besonders gefährdet sind brütende Hennen und Jungvögel, die den Familienverband verlassen.
Längerfristig positiv können sich die regelmäßig auftretenden Waldbrände und Sturmkatastrophen auswirken, da Sichelhühner den nachwachsenden Wald bevorzugt besiedeln. Allerdings verhindern schnell aufeinanderfolgende Waldbrände, die oft durch campierende Pilz- oder Beerensammler ausgelöst werden, das Nachwachsen des Waldes und fragmentieren so das Verbreitungsgebiet der Art. Die größte Gefahr für das Sichelhuhn geht von großflächigen Schlägerungen ohne nachfolgende Aufforstung aus, wie sie im Verbreitungsgebiet sehr häufig vorkommen. Diese Schlägerungsflächen vergrasen nach einiger Zeit und machen den Lebensraum für das Sichelhuhn unbewohnbar. Allerdings bestehen im Brutgebiet des Sichelhuhnes acht Schutzgebiete von beträchtlicher Größe, die alleine ausreichen könnten, eine lebensfähige Sichelhuhnpopulation längerfristig zu gewährleisten. Obwohl das Sichelhuhn in Russland ganzjährig geschützt ist, wird es gewildert oder als Köder für Zobelfallen missbraucht. Dennoch scheinen die daraus resultierenden Bestandseinbußen nur gering zu sein.

## Bestandssituation
Zur Bestandssituation liegen keine das gesamte Verbreitungsgebiet betreffenden Angaben vor. Früher erhobene oder geschätzte Bestandsanalysen scheinen zu pessimistisch gewesen zu sein. Insgesamt wird die Art auf Grund vermuteter Bestandsrückgänge in der Vorwarnstufe der gefährdeten Arten gelistet. In China dürfte die Art ausgestorben sein.